# عرض التبادل الأولي
عرض التبادل الأولي (IEO) (بالإنجليزية: Initial exchange offering) هو تبادل للعملة المشفرة المكافئ لإطلاق الأسهم أو الطرح العام الأولي (IPO)، هي عملية شراء الأصول الرقمية (مثل العملات المعدنية أو الرموز) من خلال بورصة قائمة بغرض زيادة رأس المال للشركات الناشئة. تعمل البورصات كوسيط بين المستثمرين والشركة الناشئة، وتستفيد من الرسوم الناتجة عن الخدمات المقدمة أثناء عملية العناية الواجبة ومرحلة التمويل، تشترك عروض التبادل الأولي والعملة الأولية (ICO) في خصائص متشابهة مع بعضها البعض، يمكن اعتبار عرض التبادل الأولي بمثابة تطور من عرض العملات الأولي بسبب التأثير القانوني وزيادة اللوائح المالية في سوق العملات المعماة.

## التاريخ
كان أول استخدام للعرض من قبل بورصة رئيسية في يناير 2019، مع إطلاق منصة بينانس، كان أول استخدام له من قبل منصة بت تورنت التي جمعت 7.1 مليون دولار في أقل من 18 دقيقة، منذ عام 2019 أطلقت بينانس 63 مشروعًا بإجمالي 133 مليون دولار. دعا مشروع بينانس في مجال عرض التبادل الأولي المزيد من التبادلات لتقديم خدمات مماثلة.
| الشركة (المنصة) | الدولة           |
| --------------- | ---------------- |
| بينانس          | جزر كايمان       |
| غيت آيو         | جزر كايمان       |
| أوكي جمبستارت   | سيشيل            |
| بت تركس         | الولايات المتحدة |
| هوبي برايم      | سنغافورة         |
| كيكوين سبوتلايت | سيشيل            |
| أتش كي دي       | هونج كونج        |

## المزايا
تسمح عرض التبادل الأولي للشركات الناشئة بالمشاركة في جمع التبرعات على نطاق واسع من خلال وسيط جدير بالثقة يقوم بالتحقق من المعاملات وإدارة الأموال المتولدة أثناء عملية توليد رأس المال، على عكس عرض العملة الأولي، لا تحتاج الشركة الناشئة لإدارة وإجراء عملية جمع الأموال.
1. تسمح للشركات والشركات الناشئة بجمع رأس المال من خلال بيع الرموز أو العملات المعدنية في بورصة العملات المشفرة، وهذا يقلل من مخاطر المستثمرين من خلال العناية الواجبة والتدقيق الذي تقوم به البورصة.[6]
2. يسمح استخدام رموز المنفعة للمستثمرين والشركات بالمنفعة المتبادلة بسبب الوصول الإضافي الذي يمنحه حاملو رمز منفعة تجارية معين.[6]
3. تنشئ نظامًا بيئيًا استثماريًا أكثر أمانًا من خلال توفير الوصول إلى فرص استثمارية جديدة على منصة موثوقة.
4. تستخدم العلامة التجارية للتبادلات لزيادة الترويج للمشاريع الجديدة من خلال مستخدمي منصاتهم، مما يمنح الشركة الناشئة مجموعة استثمارية أكبر لزيادة رأس المال.

## السلبيات
يسمح عرض التبادل الأولي للشركات الناشئة بالمشاركة في فرص الاستثمار واسعة النطاق مع إدخال أعمالهم إلى نظام بيئي استثماري كبير، يعتبر عرض التبادل الأولي طريقة أكثر أمانًا للمشتريات الاستثمارية للشركات الناشئة، ولكنها تأتي على حساب الرسوم المدفوعة للبورصة مقابل وقتهم في تحليل الأعمال ونسبة مئوية محددة مسبقًا من رأس المال الذي تم جمعه.
1. الرسوم المقدمة خلال مرحلة البحث من تطوير عرض التبادل الأولي والنسبة المئوية من إجمالي الإيرادات المكتسبة.
2. تختلف التبادلات في مستوى الأمان والجودة الشاملة، وبالتالي قد تكون بعض عمليات التبادل المستقل أقل فاعلية.
3. لا تزال مخاطر مخططات الضخ والتفريغ موجودة في عرض التبادل الأولي.

## أنظر ايضاً
- عرض العملات الأولي
- بينانس

## روابط خارجية
- أكاديمية بينانس